# Montfoort
Montfoort – gmina w Holandii, w prowincji Utrecht.

## Miejscowości
Achthoven-West, Achthoven-Oost, Blokland, Cattenbroek, Heeswijk, Knollemanshoek, Linschoten, Mastwijk, Montfoort, Snelrewaard, Willeskop.